# Orosháza
Orosháza (szlovákul: Oroš) város Békés vármegyében, az Orosházi járás székhelye, a megye harmadik legnagyobb települése Békéscsaba és Gyula után, a Viharsarok egyik fontos központja. A település gazdag mezőgazdasági hagyományokkal rendelkezik, különösen a növénytermesztés és az állattenyésztés terén. A város egyik legnagyobb vonzereje a Gyopárosfürdő, amely gyógyhatású termálvize és modern wellnessközpontja miatt népszerű turisztikai célpont. Emellett Orosháza kulturális élete is pezsgő, többek között múzeumokkal, rendezvényekkel és fesztiválokkal várja az érdeklődőket.

## Fekvése
A Dél-Alföldön helyezkedik el, a Viharsarokban, a Békési-háton, Békés és Csongrád-Csanád vármegye határán. Földrajzilag sík vidéken fekszik, csak néhány halom található az északi területén. Folyója nincs, tavai csak a város határában. Természetes úton született a Gyopárosi tó, amely a nevét adta a helyi gyógy- és strandfürdőnek.
Szomszédai: észak felől Nagyszénás, északkelet felől Csorvás, kelet felől Gerendás, délkelet felől Pusztaföldvár, dél felől Kardoskút, délnyugat felől Székkutas, északnyugat felől pedig Árpádhalom és Gádoros. (Nyugat felé a hozzá legközelebb eső település Nagymágocs, de közigazgatási területeik nem érintkeznek egymással.)
Központjától teljesen különálló, exklávé jellegű, külterületi városrésze Kiscsákó, melynek nagyjából trapéz alakú területe északon és nyugaton Nagyszénás, keleten Kondoros, délen pedig Csorvás közigazgatási területeivel érintkezik.
Orosházának Kiscsákón kívül még két városrésze van. Az egyik Szentetornya ami régen önálló település volt, majd később 1946-ban Orosháza városrészévé vált. A másik meg Rákóczitelep, aminek területe sokkal kisebb mint Szentetornya területe.(Emellett van Gyökeres és Újosztás amik nem teljesen városrészek ugyanis Gyökeres Szentetornyához, Újosztás pedig Rákóczitelephez tartozik)

### Megközelítése

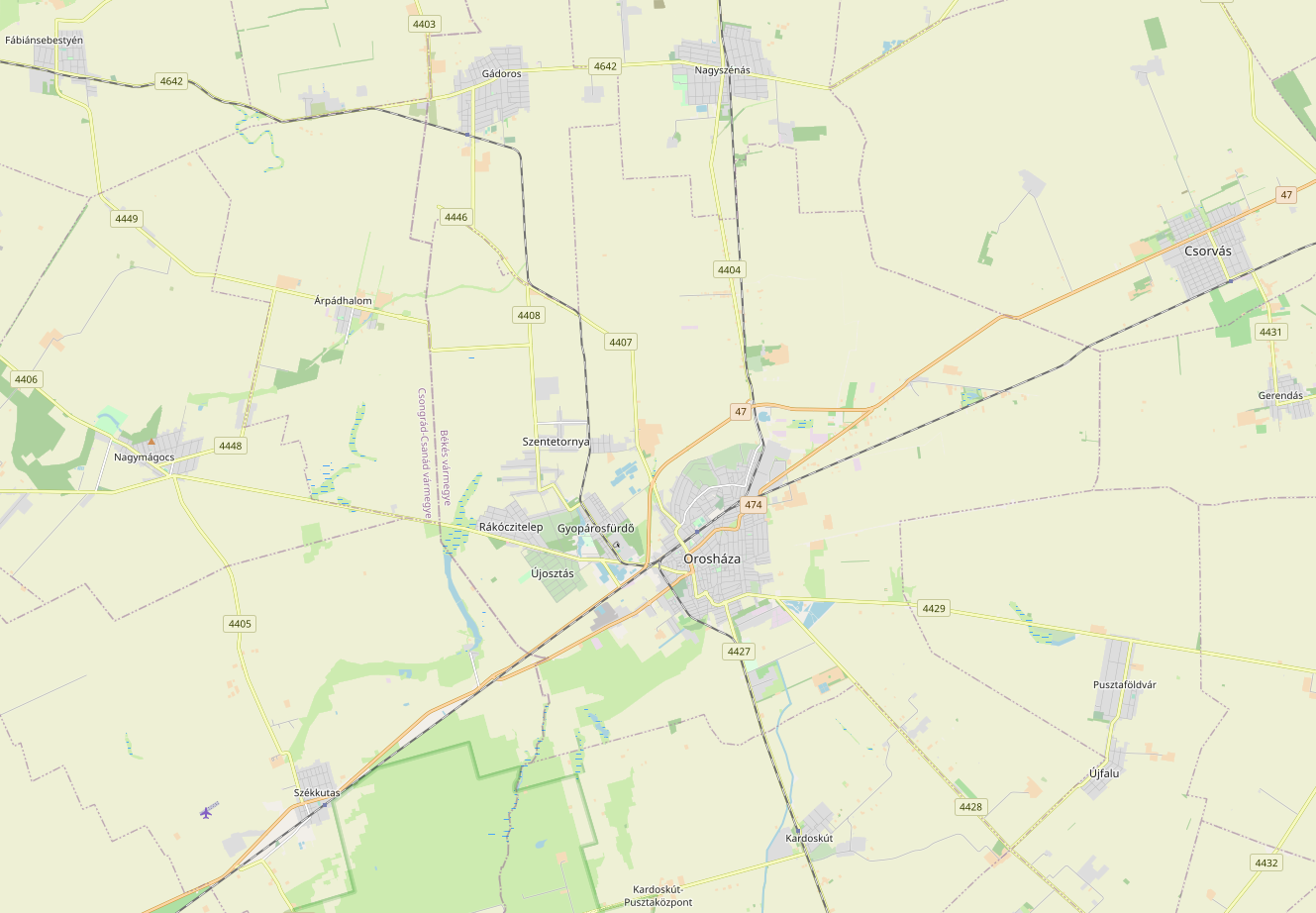
Orosháza környékének térképe

Közúton Szeged és Hódmezővásárhely, illetve Debrecen és Békéscsaba felől is a 47-es főúton érhető el a legegyszerűbben. Belvárosát a főút észak felől elkerüli, a régi átvezető szakasz azóta a 474-es számozást viseli. A környező települések közül Szarvas-Nagyszénás (és a 44-es főút) felől a 4404-es, Medgyesegyháza-Csanádapáca felől a 4429-es, Mezőkovácsháza felől a 4428-as, Mezőhegyes-Tótkomlós felől a 4427-es, Szentes-Nagymágocs felől a 4406-os utakon érhető el. Kisebb jelentőségű közutak még a város területén a 4407-es, 4408-as, 4446-os, 4447-es, 4448-as és 4452-es utak; évtizedekkel ezelőtt az orosházi belváros déli szélén indult a Makóra vezető 4422-es út is. Kiscsákó nevű, különálló városrészét a 4642-es út érinti.
Vonattal a MÁV 135-ös számú Szeged–Békéscsaba-, a 125-ös számú Mezőtúr–Orosháza–Mezőhegyes–Battonya-, és a 147-es számú Kiskunfélegyháza–Orosháza-vasútvonalain érhető el. Magának a településnek egy állomása és öt megállóhelye van. Ezek a következők: Orosháza vasútállomás (az autóbusz-állomás közelében), Orosháza-Üveggyár megállóhely, Orosházi tanyák megállóhely, Orosháza felső megállóhely, Szentetornya megállóhely és Gyopárosfürdő megállóhely. Néhány kisebb forgalmú megállóhely (Orosháza alsó megállóhely, Monori tanyák megállóhely) megszűnt.
A helyi és a helyközi tömegközlekedést a Volánbusz Zrt. látja el. Az autóbusz-pályaudvar a Kossuth Lajos utca és az Október 6. utca kereszteződésében, a vasútállomás közvetlen közelében található. A városban 7 vonalon közlekednek helyi autóbuszok.
A várostól gépkocsival 39,1 km-re fekszik Békéscsaba, 39,4 km-re Szarvas, 32,7 km-re Hódmezővásárhely, 60,4 km-re Szeged, 17,5 km-re Nagymágocs, 13,1 km-re Nagyszénás, 13,6 km-re Gádoros, 17,5 km-re Csorvás, 16 km-re Pusztaföldvár, 19,6 km-re Kaszaper, 10,3 km-re Kardoskút, 19,9 km-re Tótkomlós, 32,3 km-re Mezőhegyes, 29,2 km-re Mezőkovácsháza, 56,7 km-re Gyula, 49,1 km-re Békés és 49,9 km-re Makó.

## Története

### A kezdetektől1744-ig
A település története az újkőkorig nyúlik vissza, melyet a környéken talált régészeti leletek igazolnak. Első lakói között a kutatók az ún. Körös-kultúra képviselőit tartják számon.
A korai vaskor ma is látható emléke a város délkeleti határán elterülő földvár, a Nagytatársánc. Itt, az Ős-Maros hordalékkúpján találtak otthont később maguknak a népvándorlás egymást követő népcsoportjai is, majd a honfoglaló magyarok vették birtokukba. A régészek következtetései szerint az iráni eredetű káliz nép élt az Árpád-korban Orosházán. A tatárjárás pusztítása után lassan ismét benépesült a környék.
„Orosháza” nevével legelőször egy 1466-ban keltezett oklevélben találkozhatunk.
A középkori falunév a régi magyar Oros személynév és az „-a" birtokos személyraggal ellátott ház (otthon, lakhely) köznév összetétele. Maga az Oros személynév az „úr" köznév kicsinyítő képzős alakja – a település tehát első birtokosának nevét viseli. Eredetileg Zaránd vármegyéhez tartozott, a 15. században került Békés vármegyéhez.
Levéltári források szerint 1517-ben már Orosházi Tóbiás nevű hallgató tanult a krakkói egyetemen, Orosházi András pedig 1555-ben váradi kanonok volt.
Egy, a mohácsi csata előtti évben keltezett oklevél Orosházát mint egy Békés vármegyei uradalom központját említi, tulajdonosai ekkor a Komlóssyak voltak.
A török uralom alatt a település ismét a pusztulás sorsára jutott – az itt lakók a harcok áldozatai lettek, vagy elmenekültek a nagyobb biztonságot jelentő királyi Magyarországra.

### Az újratelepüléstől akiegyezésig
```
OROSHÁZA. Magyar falu Békés Várm. földes Ura B. Harukkernek maradékai, lakosai leg inkább evangélikusok, fekszik Szarvashoz közel, mellynek filiája, postája is vagyon. Szántó földgye jó, legelője, réttye elég, fája nints, piatzozása távol esik.
 
(
Vályi András
: 
Magyar országnak leírása
 2. kötet, Buda, 
1796
–
1799
)
```

Orosháza újkori története a vidék 18. századi betelepülésével kezdődik. A török uralom alatt elnéptelenedett vidékre a Tolna vármegyei Zombáról érkezett telepesek költöztek.
Az evangélikus hitüket féltő jobbágyok báró Harruckern Ferenccel kötöttek szerződést, s a 70 áttelepülő család 1744. április 24-én – Szent György napján – tanítójuk, Dénes Sándor vezetésével megszállta az orosházi pusztát.
Hat héttel ezután megérkezett a telepesekhez nemes Horváth András evangélikus lelkész is, s vesszőből, sárból hamarosan felépítették az első templomot a Zombáról magukkal hozott harangnak.
A betelepülő lakosság elsősorban földműveléssel és állattartással foglalkozott, de hamarosan kifejlődött a kertkultúra is, majd a 18. században az iparos réteg is kialakult. A reformkortól kezdődően lassan megindult Orosháza mezővárosi jellegű fejlődése.
A százéves településen az 1848–49-es forradalom és szabadságharc kitöréséig nagyobb politikai megrázkódtatások nélkül, csendesen folyt az élet. A márciusi forradalom hírét Mikolay lelkész Pesten tanuló fiának leveléből hallották először az orosháziak március 18-án.
A márciusi határozatokat március 20-án Gyulán egy népközgyűlésen ismerhették meg a meghívottak: első ízben vettek részt ezen a nemeseken kívül az úrbéres jobbágyok képviselői is.
A délvidéki rác dúlás után megalakult itt is a nemzetőrség, ahová 665 gyalogos és 149 lovas jelentkezett, majd Jellasics támadásának hírére újabb 172 honvédújoncot állított ki a község. A Vasvári Pál által alakított Rákóczi-csapatban 64 orosházi harcolt. A csapat 1849 közepén a román felkelők elleni csatában szinte teljesen megsemmisült.
A szabadságharc bukása után a szigorú megtorló intézkedések ellenére is tovább élt a forradalom szelleme. Sok bujdosó talált itt menedékre, köztük egy éjszakára Kossuth Lajos felesége is, kinek rejtegetéséért Mikolay Ferenc, (a tiszteletes fia) 10 év várfogsággal bűnhődött.
A következő évtizedek az evangélikus vallás visszaszorítását eredményezték. A Bach-rendszer éveiben felbomlottak a feudális viszonyok is. A birodalom belső piacának fejlődése az 1850-es évek végére a mezőgazdaság számára végre kedvező helyzetet teremtett. Felosztották a közlegelőket, tömegesen épültek a tanyák, fellendült a gabonatermelés.

### A kiegyezéstől 1945-ig
A helyi politikai élet aktivizálódását a kiegyezés hozta meg. A kiegyezés utáni viszonyokkal elégedetlen parasztok és kisiparosok 1869-ben Táncsics Mihályt választották meg Orosháza és környéke országgyűlési képviselőjének. 1899-ben a helység díszpolgárává avatta Kossuth Lajost. Az 1904-ben leleplezett Kossuth-szobor a Kossuth-kultusz jelképe lett. A csírázó agrárszocialista mozgalom országos visszhangot kiváltó szomorú eseménye volt 1891-ben az orosházi véres május elseje.
Az Alföld–Fiumei Vasút megépítése (1870) felgyorsította a község gazdasági fejlődését. A később kiépített szárnyvonalak (köztük 1906-ban megnyílt a Szentes – Orosháza vasútvonal) révén Orosháza a Körös-Tisza-Maros közének vasúti csomópontjává vált.
Megerősödött a helyi kisipar és kereskedelem, s különösen a mezőgazdasági feldolgozó ipar indult virágzásnak: baromfi-feldolgozás, malomipar, s ehhez kapcsolódva az építőipar. A két világháború között Orosháza mint „a legnagyobb magyar falu” szerepelt a köztudatban, 1936-ban már közel 25 ezer lelket számlált.
A kisbirtokos réteg speciális gazdálkodási formája, a tanyavilág a paraszti polgárosodást tükrözte. A fiatalabb korosztály tanyáin a modern bútorok mellett megjelentek a könyvek, folyóiratok. Az egyre inkább mezővárosi fejlettségű településen pezsgő kulturális élet bontakozott ki.
A dualizmus korában kialakult egyesületi élet felvirágzott. 1891 és 1918 között 53 új helyi egyesület alakult: a hagyományos egyházi és polgári szerveződések mellett új jelenségként számos munkáskör, külterületi olvasókör és néhány sportegylet.
Kiemelkedő alakja volt a helyi szellemi életnek Veres József evangélikus lelkész, országgyűlési képviselő, Orosháza történetírója. Nevét a ma embere számára az „Orosháza, történeti és statisztikai adatok alapján” című, 1886-ban kiadott könyve őrizte meg.
Az Orosháza határában található Pusztaszentetornyai Justh-majori kastélyban született és nevelkedett Justh Zsigmond. Több elbeszélésének és regényének témáját és szereplőit merítette ebből az alföldi környezetből. 1892-ben kastélya parkjában parasztszínházat hozott létre, ahol parasztlányok és legények Shakespeare, Molière, Arisztophanész és Plautus műveit játszották.
Eötvös József író és politikus pusztaszentetornyai földbirtokosként fejtett ki Békés vármegyében közvetlen közéleti munkásságot. Mint vallás- és közoktatási miniszter kezdeményezte egy orosházi tanítóképző létrehozását, melyet sajnos már nem tudott megvalósítani.
A polgárosodás hívta életre 1890-ben a Polgári Fiúiskolát, melyet 1892-ben a Polgári Leányiskola követett. Thék Endre 1902-ben, elsőként az országban, elindította a bentlakó iparos tanoncok képzését 15 szakmában.
1898 decemberében pedig Thék Endre indítványára a város ipari és mezőgazdasági fejlődésének fellendítésére ipari kiállítás szerveződött Orosházi Iparkiállítás néven, amely 1899 húsvétján nyílt meg, kizárólag orosházi iparosok részvételével. A komoly törekvés mögé a magas minisztériumok is mögé álltak és ipari felügyelő miniszteri biztost is kineveztek Gerstler Miklós személyében. Összesen 312 kiállító mellett nagyszabású programokkal is vonzották a szépszámú látogatókat. A vidéken megrendezett iprai kiállítások közül az egyetlen volt, amely nyereséget is hozott, nem csak egy adott térség fellendülését. A kiállítást országos figyelem kísérte. Első nap közel 4000 látogatták meg a megnyitó ünnepséget, és a látogatók száma később magas volt. Első héten több , mint 12 000 váltottak jegyet. A kiállítás idején, a kimagasló ipari, és kézműves munkáért 7 első díjat, 29 második, és 38 bronz érmet osztott ki a grémium. (Képes Folyóirat, 25 kötet. 1899. I.rész)
Az orosházi mezőgazdaság hírneve – a gazdálkodók igénye a legfejlettebb termelési lehetőségek megismerése és alkalmazása iránt – inspirálta településünket arra, hogy a mezőgazdasági ismeretek oktatása is helyet kapjon az iskolában. Hosszú küzdelem után 1926-ban tettek érettségi vizsgát első ízben a Felsőmezőgazdasági Iskola növendékei. Az evangélikus népiskolából nőtt ki az 1930-as években szerveződő Evangélikus Gimnázium.
A fejlődés azonban itt is – akárcsak az országban mindenhol – súlyos egyenlőtlenségekkel járt együtt. A munkásság életszínvonala nem volt megfelelő, a nemzetközi munkásmozgalom pedig a Viharsarokba is eljutott (bár itt inkább az agrármozgalmak voltak jelentősek). Az 1891-i május 1. megünneplése véres összetűzésbe torkollott a kivezényelt csendőrökkel, mely után több száz sebesült maradt a tereken..
A történelem viharai Orosházát ugyanúgy érintették, mint az ország minden települését.
A trianoni békeszerződés után Orosháza egyszerre a „kis Magyarország" határmenti régiójában találta magát, s ez a tény a további fejlődés meghatározója lett.
A második világháború jelentős anyagi és emberáldozattal járt, az áldozatok száma még ma sem ismert pontosan. Orosházát 1944. október 6-án egyetlen nap alatt foglalták el az orosz csapatok.

### 1945-től napjainkig

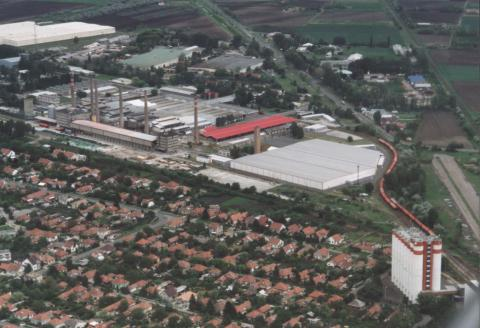
Az orosházi üveggyár légifotója

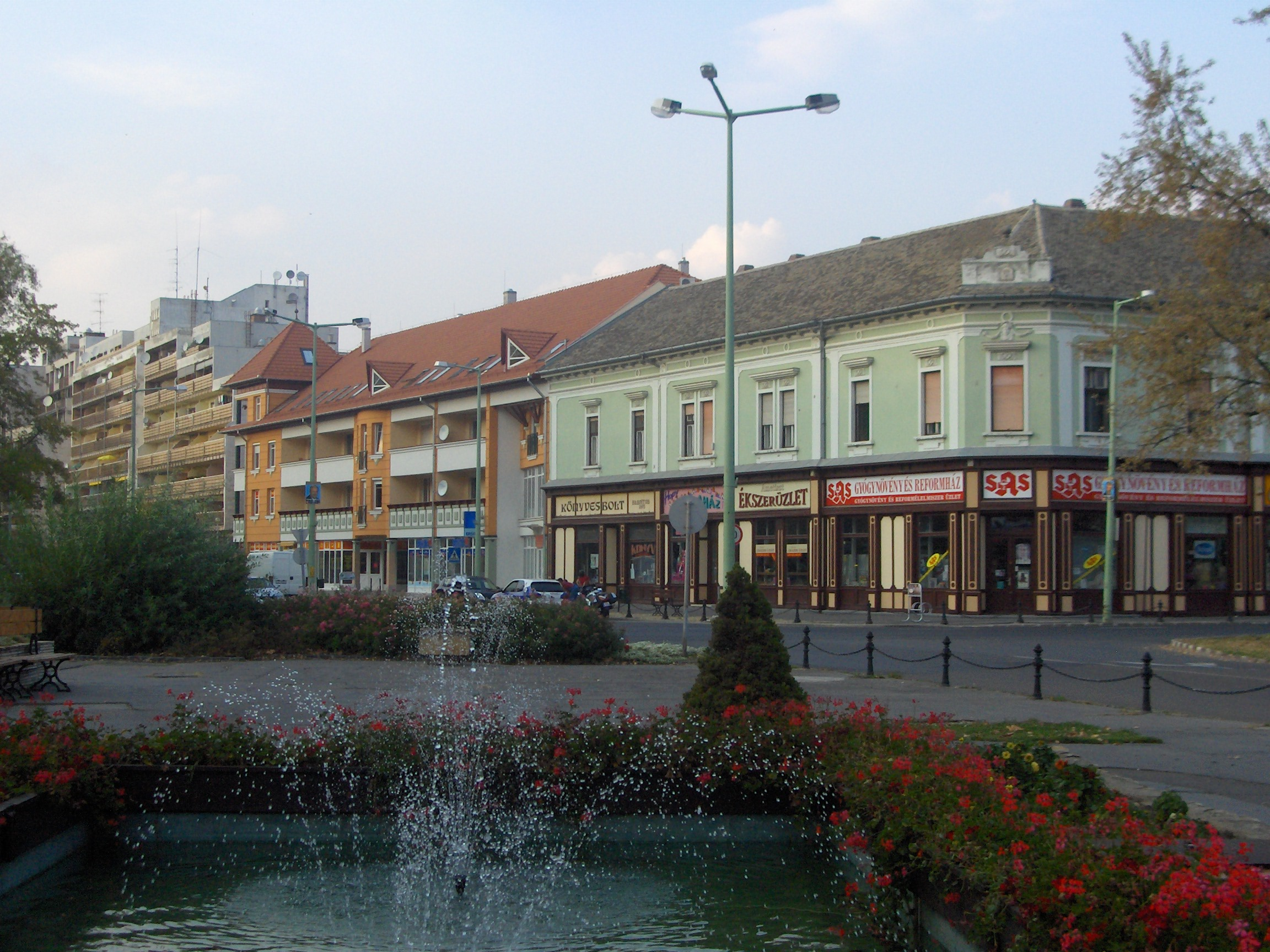
Orosháza belvárosa

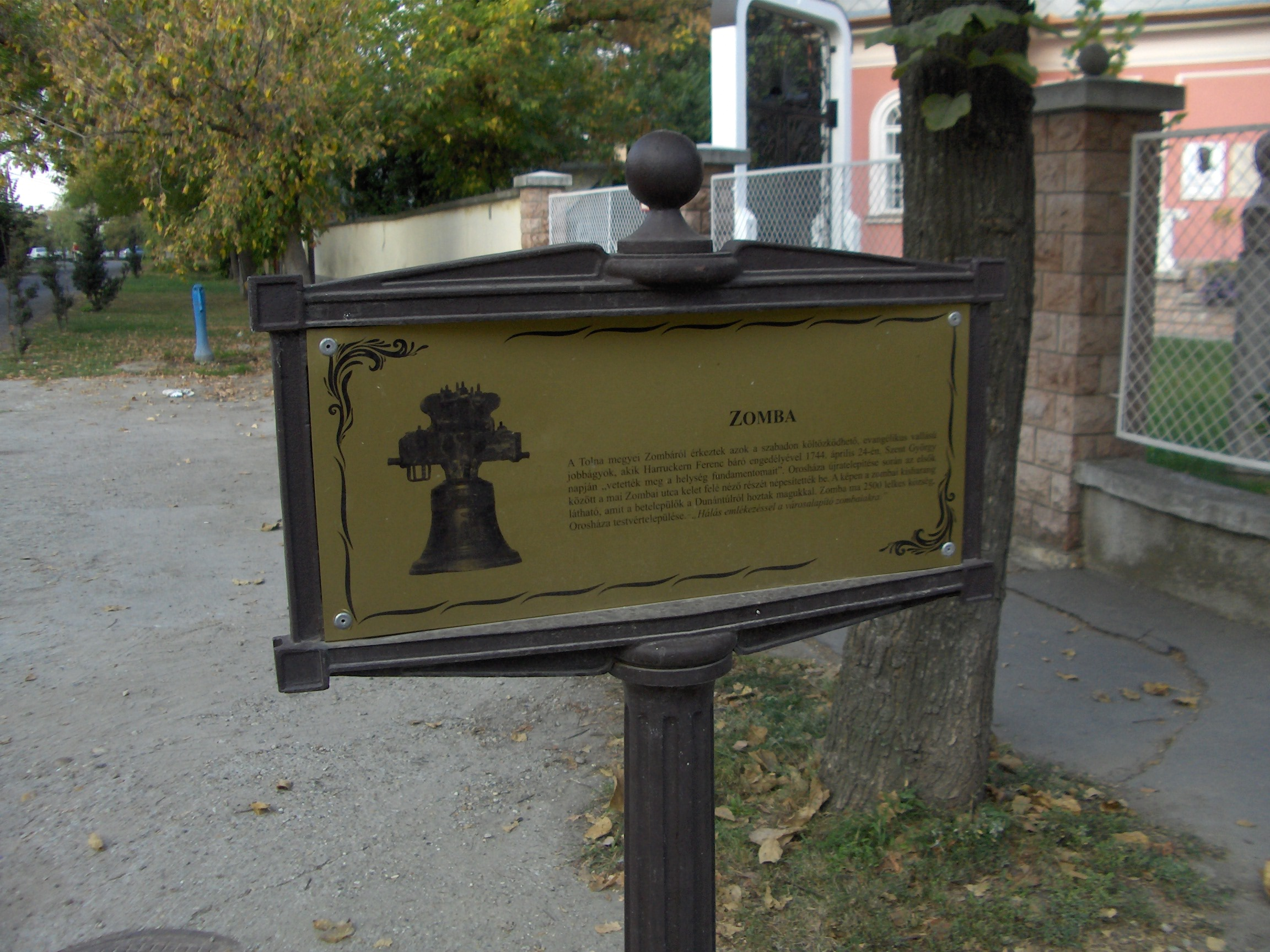
A Zombáról áttelepülőknek emléket állító tábla a Zombai utca és a Dózsa György utca sarkán

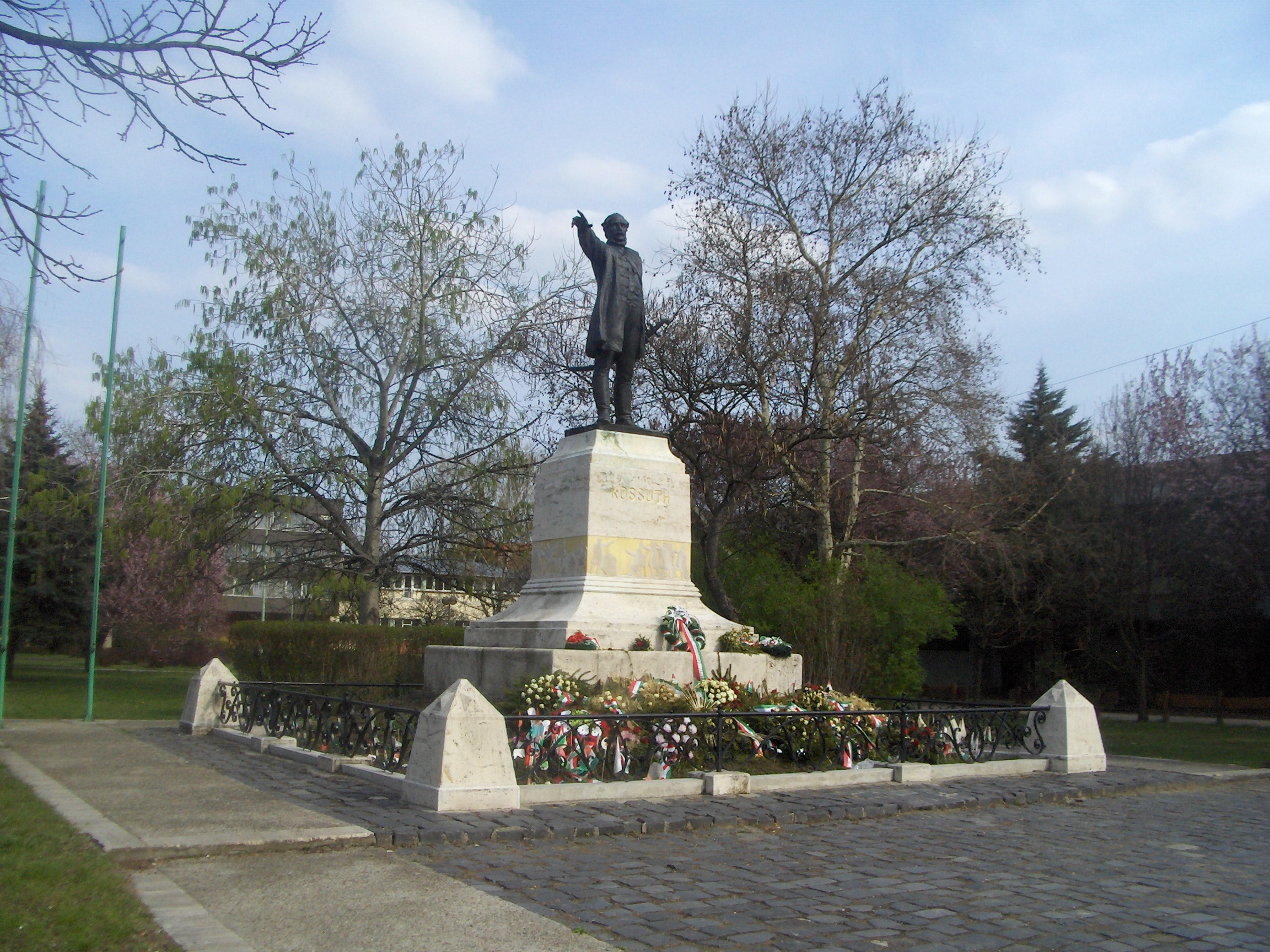
Kossuth-szobor

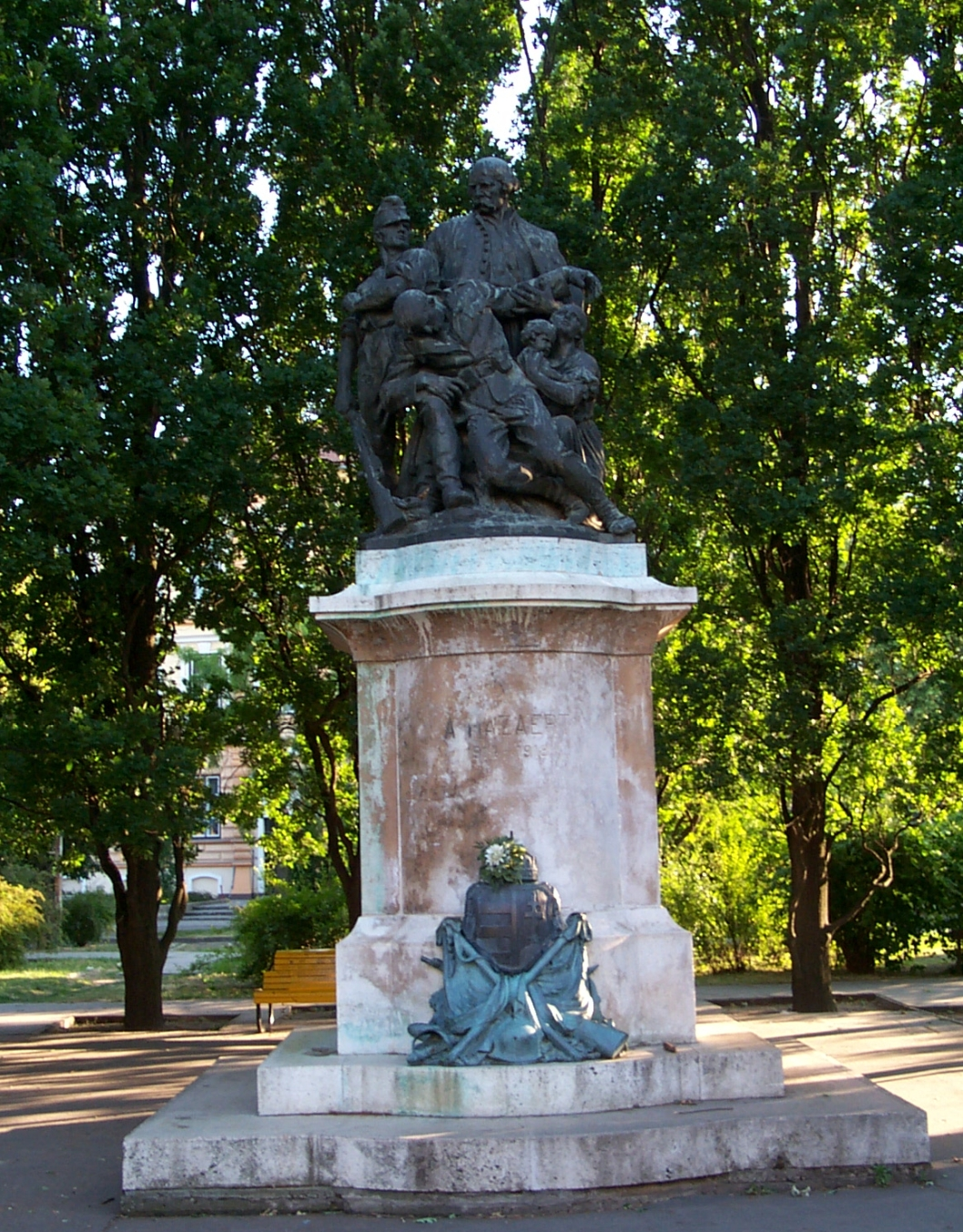
A Hősök szobra. Talapzatának feliratán a következő szöveg áll: "A Hazáért 1914-1918"

Az új rendszerben Orosháza ellentmondásosan fejlődött. 1946-ban – Szentetornya csatlakozásával – a település városi rangra emelkedett. Az ígéretesnek induló fejlődést azonban hamarosan a kisipari és kiskereskedelmi vállalkozások elsorvasztása, a parasztgazdaságok felszámolása követte. A tanyákat az 1960-as években nagyrészt lebontották, ugyanakkor fokozatosan megerősödtek az újonnan szerveződő termelőszövetkezetek és az állami gazdaság. Az orosházi parasztemberek munkaszeretetének, élniakarásának eredményeként a nagyüzemi mezőgazdaság kiemelkedő termelési-tenyésztési eredményeket produkált, országos hírnévre is szert téve.
Számottevőek az olaj-, a földgáz- és a termálvíz-feltárás eredményei is. Részben erre alapozódva alakult ki a fejlett gépipar, üvegipar és kohászat. 1963-ban kezdte meg a termelést az üveggyár, amely több ezer embernek adott munkát.
Megváltozott a város arculata is. Új épületbe költözött a mai Kossuth Lajos Mezőgazdasági Szakközépiskola, 1953-ban felépült a Táncsics Mihály Gimnázium, 1964-ben az Ipari Szakmunkásképző Iskola. Új kórház, múzeum, művelődési központ épült. A belvárosban a jellegzetes falusi utcák helyén ma lakótelepek emelkednek.
A város mellett fekvő Gyopáros-tó feltehetően az egykor itt is honos gyopár nevű virágról kapta elnevezését. Vizének elemzését 1869-ben László Elek községi orvos végezte el. Megállapították, hogy a tó vize gyógyhatású, így alkalmas mozgásszervi, krónikus ízületi, reumás, valamint nőgyógyászati betegségek gyógyítására.
1760 óta Orosházához tartozik Gáspártelek, amely nyilván egykori tulajdonosának (Geist Gáspár) nevét viseli.
A Thököly utcából 1984-ben költözött ki az autóbusz-pályaudvar a Kossuth Lajos utca és az Október 6. utca sarkára, a malom és az 1870-ben átadott vasútállomás közelébe.

## Közélete

### Polgármesterei
| Polgármester | Polgármester      | Polgármester                                  |  |
| ------------ | ----------------- | --------------------------------------------- |  |
| 1990–1994    | Dr. Gulyás Mihály | FKGP                                          |  |
| 1994–1998    | Fetser János      | MSZP                                          |  |
| 1998–2002    | Fetser János      | MSZP                                          |  |
| 2002–2006    | Fetser János      | MSZP                                          |  |
| 2006–2010    | Németh Béla       | Fidesz-MDF                                    |  |
| 2010–2014    | Dr. Dancsó József | Fidesz-KDNP                                   |  |
| 2014–2019    | Dávid Zoltán      | Fidesz-KDNP                                   |  |
| 2019–2024    | Dávid Zoltán      | Fidesz-KDNP                                   |  |
| 2024–        | Raffai János      | Válaszd Orosházát!-DK-Momentum-MSZP-Párbeszéd |  |

### A 2024-es önkormányzati választás eredménye
- A polgármester-választás eredménye[17]

| Jelölt neve     | Jelölő szervezet(ek) | Jelölő szervezet(ek)                                          | Szavazatok száma | Szavazatok aránya |
| --------------- | -------------------- | ------------------------------------------------------------- | ---------------- | ----------------- |
| Raffai János    |                      | Választ Orosházát! – DK – Momentum – MSZP – Párbeszéd- ZÖLDEK | 4242             | 35,8%             |
| Dávid Zoltán    |                      | Fidesz – KDNP                                                 | 3821             | 32,25%            |
| Dr. Szabó Ervin |                      | Közösen Orosháza Városáért                                    | 2359             | 19,91%            |
| Nagy Zsolt      |                      | Mi Hazánk                                                     | 793              | 6,69%             |
| Simon Gábor     |                      | Független                                                     | 633              | 5,34%             |
| Összesen        |                      |                                                               | 11 848           | 100%              |

- A 2025-ös időközi önkormányzati választás eredménye[18][19]

| Párt | Párt                                                          | Mandátumok | Képviselő-testület | Képviselő-testület | Képviselő-testület | Képviselő-testület | Képviselő-testület | Képviselő-testület | Képviselő-testület | Képviselő-testület | Képviselő-testület | Képviselő-testület | Képviselő-testület |
| ---- | ------------------------------------------------------------- | ---------- | ------------------ | ------------------ | ------------------ | ------------------ | ------------------ | ------------------ | ------------------ | ------------------ | ------------------ | ------------------ | ------------------ |
|      | Választ Orosházát! – DK – Momentum – MSZP – Párbeszéd- ZÖLDEK | 6          | P                  |                    |                    |                    |                    |                    |                    |                    |                    |                    |                    |
|      | Fidesz – KDNP                                                 | 6          |                    |                    |                    |                    |                    |                    |                    |                    |                    |                    |                    |
|      | Közösen Orosháza Városáért                                    | 2          |                    |                    |                    |                    |                    |                    |                    |                    |                    |                    |                    |

## Népesség
A település népességének változása:
| Lakosok száma | 28 888 | 28 665 | 27 492 | 26 528 | 25 783 | 25 472 | 25 206 |
|               | 2013   | 2014   | 2018   | 2021   | 2022   | 2023   | 2024   |

### Etnikumok
2001-ben a város lakosságának 98%-a magyar, 1%-a cigány és 1%-a egyéb (főleg német, román és szlovák) nemzetiségűnek vallotta magát.
A 2011-es népszámlálás során a lakosok 81,6%-a magyarnak, 1,2% cigánynak, 0,6% németnek, 0,3% románnak, 0,4% szlováknak mondta magát (18,3% nem nyilatkozott; a kettős identitások miatt a végösszeg nagyobb lehet 100%-nál).
2022-ben a lakosság 88,2%-a vallotta magát magyarnak, 0,9% cigánynak, 0,5% németnek, 0,3% szlováknak, 0,2% románnak, 0,1-0,1% ukránnak, szerbnek és lengyelnek, 2,9% egyéb, nem hazai nemzetiségűnek (11,7% nem nyilatkozott; a kettős identitások miatt a végösszeg nagyobb lehet 100%-nál). Vallásuk szerint 11,9% volt római katolikus, 10,3% evangélikus, 3,8% református, 1,9% egyéb keresztény, 0,7% egyéb katolikus, 0,3% görög katolikus, 0,1% ortodox, 30,3% felekezeten kívüli (40,5% nem válaszolt).

### Vallás
A vallási megoszlás 2011-ben a következő volt: római katolikus 16,4%, református 4,5%, evangélikus 13,6%, felekezeten kívüli 34,2% (29,1% nem nyilatkozott).

## Sportélet
Az Orosházi Rákóczi Vasas SE egy 1982-ben alapított magyar labdarúgóklub. 2008-09-ben és 2014-15-ben második lett a megyei bajnokságban.

## Híres orosháziak
| - Boldizsár István (1897. július 29. – Budapest, 1984. november 20.) festő és grafikus - Bor József (1939. szeptember 28. – 2013. május 1.) Jászai Mari-díjas (1980) magyar rendező, színházigazgató; a Győri Nemzeti Színház Örökös Tagja - Bor Zsolt (1949) Széchenyi-díjas lézerfizikus, az MTA tagja - Csáki-Maronyák József (1910. március 11. – Budapest, 2002. január 29.) Kossuth-díjas festő - Csizmadia András (1872−1952) magyar gazdálkodó, kisbirtokos, országgyűlési képviselő (itt élt és itt is halt meg) - Darvas József (1912–1973) író - Dénes Lajos (1937) magyar állatorvos, mezőgazdasági és élelmezésügyi miniszterhelyettes - Dénes Lóránt (1929) statikus - Dér Gabriella (1975. április 14.) színésznő. - Fajó János (1937. február 9. – 2018. július 8.) festőművész, Munkácsy-díjas (1985), Kossuth-díjas (2008). - Faragó András (1964) színész - Farkas Éva (1957) bábművész - Fülöp Erzsébet (1937. október 3. –) festő. - Fülöp Ilona (1949. június 9. –) grafikus. - Garay Attila (1931) dzsessz-zongorista, zeneszerző, énekes. - Gárdián Gábor (1957) gordonkaművész, zenepedagógus. - Jankó József (1909. október 4. – 1992. szeptember 14.) agrárközgazdász, egyetemi tanár. - Jászay-Horváth Elemér (1888. december 24. – Budapest, 1933. április 10.) költő (Nyugat), újságíró - Jova Levente (1992. január 30. –) a Ferencvárosi Torna Club labdarúgója. 12-szer szerepelt a magyar utánpótlás válogatottban, és 69 alkalommal (2016. szeptember 5-ig) szerepelt a Fradi kapusaként. - Juhász Gergely rádiós műsorvezető, író. - Koncz Antal (Orosháza, 1884. augusztus 6. – Szentes, 1957. július 9.) szobrászművész. - Koszorús Oszkár (1942. április 8. -) okleveles könyvtáros, helytörténész - Kristó Gyula (1939. július 11. – Szeged, 2004. január 24.) történész, az MTA tagja. - Németh Alexandra (1995. augusztus 30.) színésznő, az Átok című televíziós sorozat Lucája. - Németh József (1943. november 7.) matematikus, a Szegedi Tudományegyetem Bolyai Intézetének nyugalmazott egyetemi tanára. - Pap Gyula (1899. november 10. – Budapest, 1983. szeptember 24.) festő, grafikus, 1949–1962 között a Magyar Képzőművészeti Főiskola tanáraként művészgenerációkat oktatott. - Petrik József (1930. december 30. – 1995. szeptember 15.) színész, színházi rendező, 1964-től az Állami Déryné Színház rendezője, 1982-től a Népszínház (majd Budapesti Kamaraszínház) főrendezője volt. Jászai Mari-díjas, Érdemes művész. Ő volt A Szabó család Wágner Ferkója és Pom Pom a Pom Pom meséiben. - Sitkei György (1931. február 13. –) az MTA tagja, professor emeritus. Díjai: Szent-Györgyi Albert-díj (1993) Pattantyús Ábrahám Géza-díj (1994) - Soós Gábor (1922. július 30.) gazdaságpolitikus, miniszterhelyettes, államtitkár († 1993) - Szabó Ferenc (1935. március 13. – Békéscsaba, 2021. február 16.) történész, levéltáros, a Békés Megyei Múzeumi Szervezet volt igazgatója (1982-1996) - Szabó Sándor (1934) reklámgrafikus, a Milka csokoládé világhírű "lila tehenének" megalkotója. - Szabó Zsófia (1988. szeptember 22.) színésznő - Szente Vajk színész, rendező, műsorvezető - Székács József (1809–1876) evangélikus szuperintendens, író - Takács Ferenc (1928–2003) öntözéses agrár szakmérnök, az MTA levelező tagja - Veres József (1851–1913) evangélikus lelkész, esperes, Orosháza történetírója - Zatykó Ferenc (Orosháza, 1898. november 11. – Budapest, 1960. július 2.) kertészeti szakember - Zatykó Imre (Orosháza, 1900. október 25. – Budapest, 1987. december 4.) kertész - Dancz Gyula orosházi földrajz és történelem szakos középiskolai tanár. Az egykori 3-as Számú Általános Iskolából 30 év után címzetes igazgatói kitüntetéssel vonult nyugdíjba. Az iskola Kodály Zoltán Gyermekkórusa, a zenei tagozat énekkara az országos hírnéven túl nemzetközi elismerést is kapott. Kimagasló iskola-igazgatói tevékenységéért 1992-ben Németh László-díjjal tüntették ki. - Gömbös Gyula miniszterelnök 1932-ben a város díszpolgára lett. - Nagy Lajos szabómester, Az 1956-os forradalom alatt a Forradalmi Tanács vezetője volt. Ő volt az, aki hatásos beszédeivel megakadályozta, hogy Orosházán is pogromok alakuljanak ki. A kommunista rezsim először 10 évre ítélte el, majd 2 év 8 hónap után szabadult a szegedi Csillag börtönből. Sírjánál a mai napig megemlékeznek az evangélikus temetőben minden évben a régi harcostársak. - Rágyánszky János (1908–1973) kertész, 1952-ben telepítette ide fagyűjteményét. Ma (2009-ben) a Rágyánszky Arborétumban több mint 2000 növényfaj 6000 változata található. Az országban egyedül itt található chilei Araucaria fenyőfa. - Itt élt és halt meg Ritter-Rédei János (1846-1911) evangélikus néptanító, karnagy. - Sinkó Sándor a város egykori tanácselnöke. Közreműködött az Orosházi Üveggyár létrehozásában, és az azt követő fejlesztésekben. Az üveggyár azóta is sok munkalehetőséget kínál a város lakosságának. |

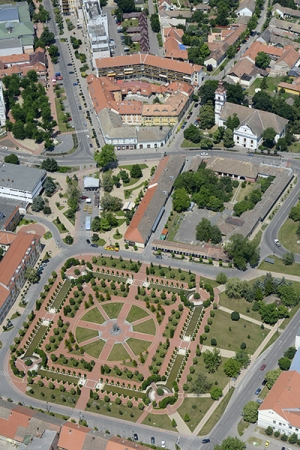
Orosháza belvárosa

## Látnivalók
- Gyopárosfürdő
- Geist-kastély[26] (közigazgatásilag Orosházához tartozik, de valójában a Nagyszénástól nem messze található Kiscsákón, ami Orosháza exklávéja)
- Darvas József Irodalmi Emlékház
- Orosházi evangélikus templom
- Jézus Szíve-plébániatemplom
- Rágyánszky Arborétum
- Református templom
- Művészetek Háza (volt zsinagóga)
- Nagy Gyula Területi Múzeum
- Kútmúzeum (az országban csak itt található)
- Justh Zsigmond Városi Könyvtár
- A Justh Zsigmond Városi Könyvtár Gyermekkönyvtára
- Városi Képtár Archiválva 2007. október 14-i dátummal a Wayback Machine-ben
- Főtér és üvegkörtefa

## Testvértelepülései
- Kuusankoski, Finnország (1993)
- Nagykároly, Románia (1991)
- Tusnádfürdő, Románia (1995)
- Pancsin, Kína
- Llanes, Spanyolország
- Zomba, Magyarország
- Szenttamás, Szerbia

## Légifotó-galéria

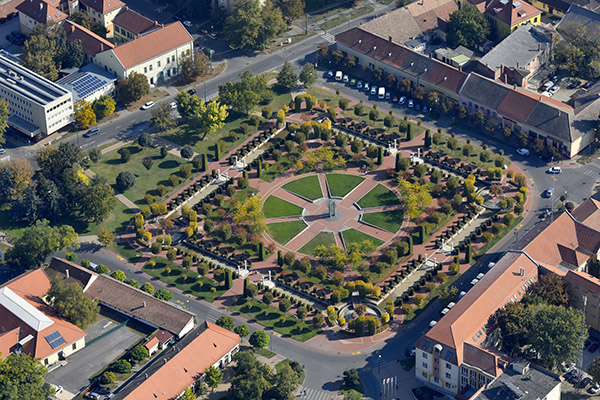
Orosháza főtere a magasból
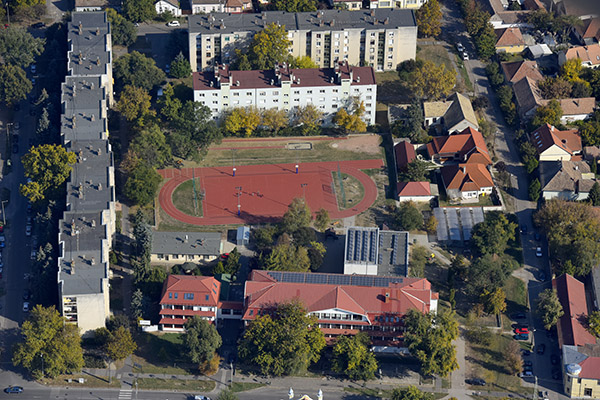
Orosháza légi fotó
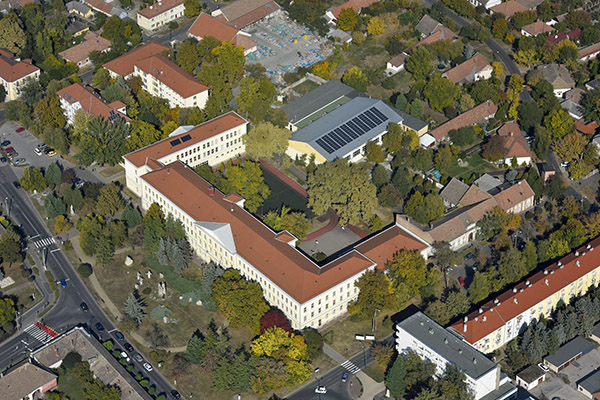
Orosháza légi felvételen
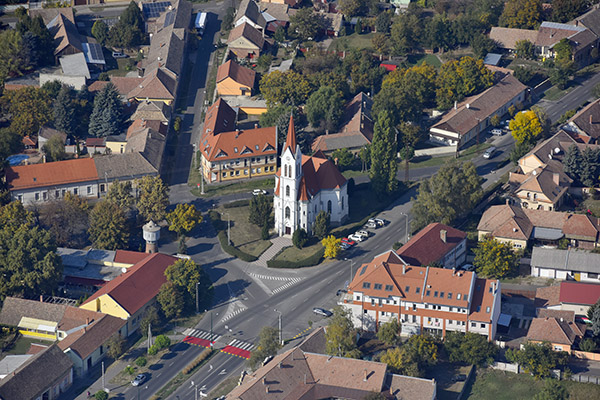
Orosháza, templom a levegőből
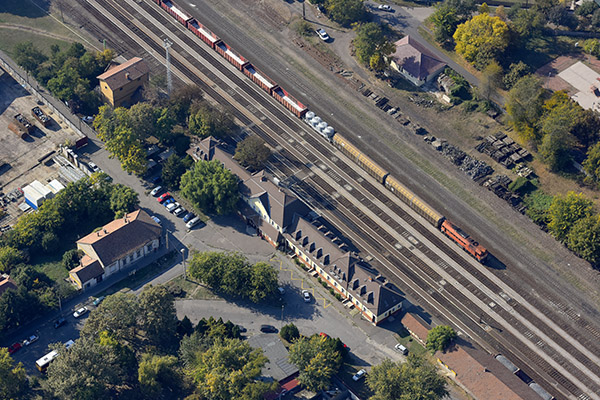
Orosháza, vasútállomás madártávlatból
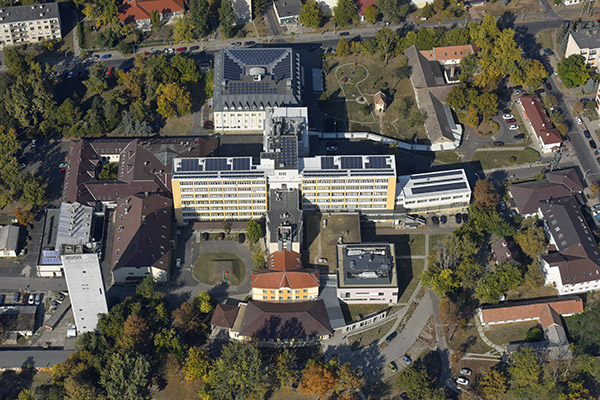
Orosháza, kórház levegőből fényképezve
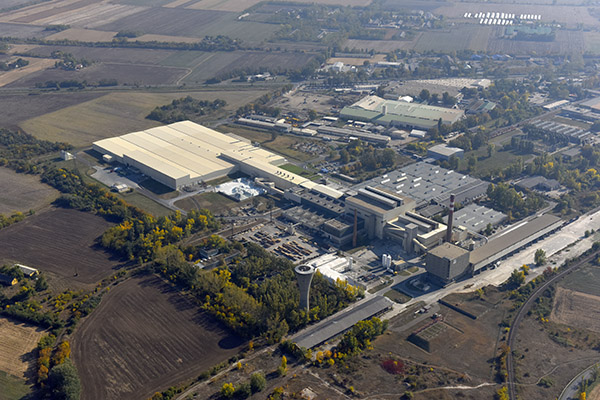
Ipari terület légi fotó, Orosháza